# Jan de Lichte

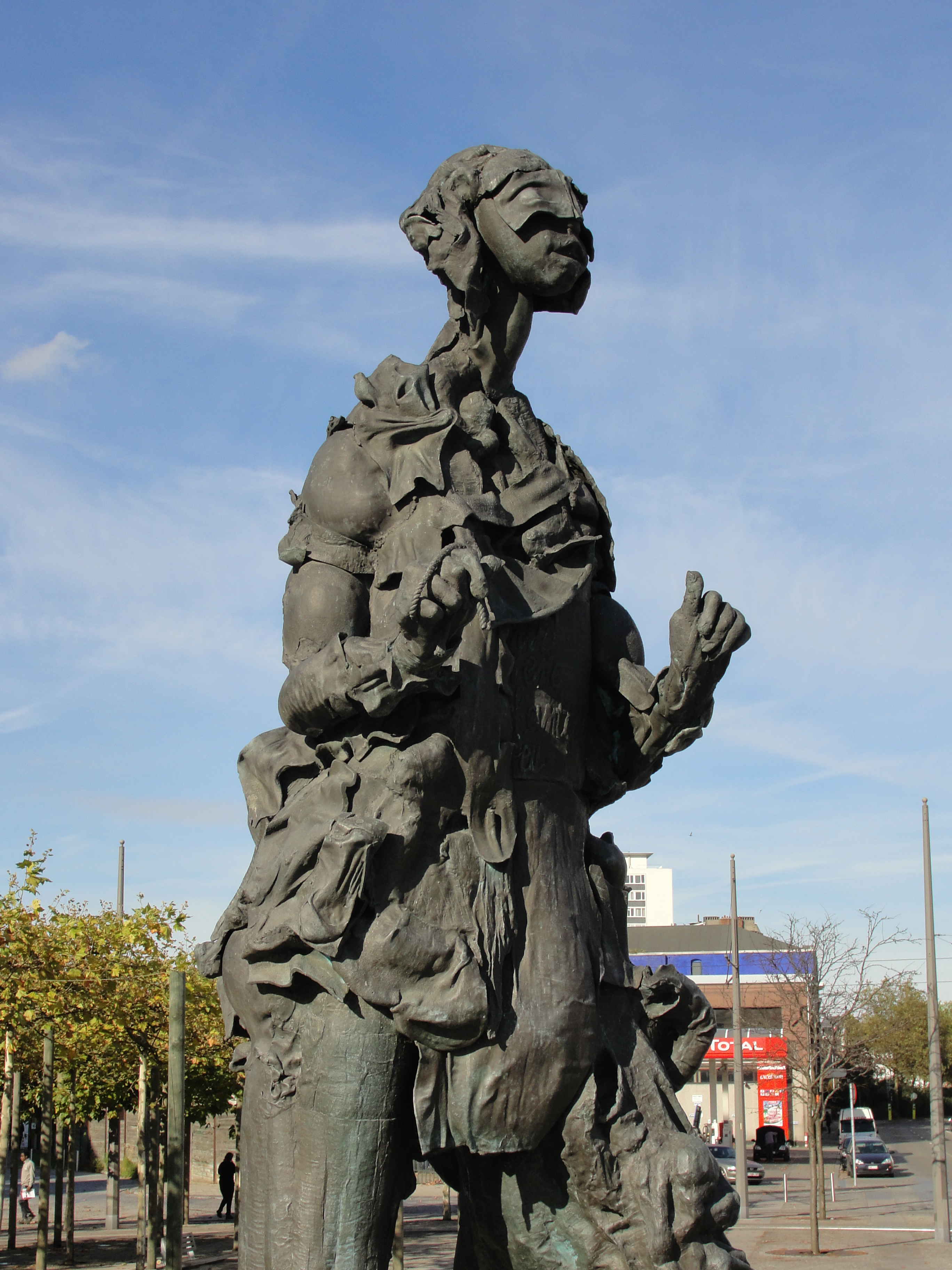
Skulptur von Jan de Lichte in Antwerpen, Belgien

Jan de Lichte (* 1723 in Velzeke, Grafschaft Flandern; † 13. November 1748 in Aalst, Grafschaft Flandern) war ein flämischer Räuber und Bandenanführer. Mit seiner Bande verübte er zur Zeit des Österreichischen Erbfolgekriegs mehrere Raubüberfälle, Einbrüche und Morde. 1748 wurde er gefangen genommen und gerädert.
Größere Bekanntheit erlangten die Erzählungen über Jan de Lichte, die Teil der flämischen Folklore sind, durch den 1957 veröffentlichten Roman De bende van Jan de Lichte von Louis Paul Boon sowie die Netflix-Serie Jan de Lichte und seine Bande aus dem Jahr 2020.